# Télé-Bangladesh
Bangladesh Télévision (BTV) ou Télé Bangladesh est la chaine publique de télévision et la chaîne principale de télévision du Bangladesh. Elle a été créée en 1964 sous le nom de Télé Pakistan pour le Pakistan oriental. Après l'indépendance du Bangladesh en 1971 elle est renommée BTV. Son siège est à Dacca et elle est membre associé à l'UER.

## Historique
Dans le cadre de manifestations violentes pour la réforme des quotas ayant causé un minimum de 22 morts le 18 juillet 2024, le siège de BTV à Dacca est incendié par des centaines de personnes alors que des policiers s'y sont réfugiés. Les émissions ont cessé et le personnel a été évacué.